# Cabinet du Japon
Le Cabinet du Japon (内閣, Naikaku) désigne le gouvernement japonais, détenteur du pouvoir exécutif. Sa composition, son fonctionnement et ses attributions sont actuellement régies par le chapitre V de la Constitution de 1947.

## Composition
« Le Cabinet se compose du Premier ministre (総理大臣, Sōri daijin), qui assure la présidence, et des autres ministres d'État (国務大臣, Kokumu daijin) ».
Tous les membres du Cabinet doivent être des civils.

### Le Premier ministre
Le Premier ministre est désigné en son sein par la Diète, puis est nommé par l'empereur. Il nomme et peut révoquer lui-même les autres membres du Cabinet, ou ministres d'État, avec l'obligation que la majorité d'entre eux soient issus de la Diète. Il est le représentant du Cabinet et en ce sens c'est lui qui présente officiellement tous les projets de lois à la Diète. Tout acte du Cabinet ou toute loi doit forcément être signé non seulement par le ministre concerné mais aussi par le Premier ministre.

### Les ministres d'État
Parmi les ministres d'État, on peut distinguer également :
- Un ministre d'État pouvant obtenir un rang spécial selon l'article 9 de la loi du Cabinet, portant alors le titre de vice-Premier ministre (副総理大臣, Fuku Sōri Daijin?) : il s'agit du premier à être présenté lors de l'annonce officielle de la composition du Cabinet, en étant chargé d'assurer l'intérim du Premier ministre en cas d'empêchement de ce dernier. Il n'est pas systématique qu'un gouvernement en comporte un.
- Ceux placés à la tête d'un ministère (省, -shō?) ou départements pleinement constitués (actuellement au nombre de 11), et qui sont donc généralement appelés tout simplement ministres (大臣, daijin?). Les 11 ministères actuels du Cabinet japonais sont, dans l'ordre protocolaire :
  - Affaires intérieures et Communications : organisation administrative, relations avec les collectivités locales, statistiques démographiques, organisation et contrôle des procédures électorales, postes et télécommunications ;
  - Justice : organisation du système judiciaire et pénitentiaire, définition du droit pénal, civil et privé, ordres d'exécutions de la peine capitale, respect des droits des personnes et libertés individuelles, organisation du renseignement ;
  - Affaires étrangères : relations extérieures, définition et organisation de la diplomatie ;
  - Finances : établissement et gestion du budget, gardien du trésor public, organisation générale du système financier ;
  - Éducation, Culture, Sports, Sciences et Technologie : définition de la politique générale éducative, culturelle, universitaire, de la recherche et du développement, comprenant le programme spatial et la recherche nucléaire civile ;
  - Santé, Travail et Affaires sociales : définition et gestion des programmes de santé publique, du droit et de l'organisation générale du travail, des aides et allocations sociales de l'État aux ménages et aux plus démunis ;
  - Agriculture, Forêts et Pêche : politique agricole, d'exploitation forestière et de la pêche, contrôle des importations et promotion des exportations dans ces domaines, négociation sur les droits de pêche dans les eaux internationales, programmes de reforestation ;
  - Économie, Commerce et Industrie : politique industrielle et commerciale, négociation des traités de libre-échange, relations avec les entreprises, programmes de développement économique ;
  - Territoire, Infrastructures, Transports et Tourisme : définition et gestion des chantiers de travaux publics financés par l'État pour doter le pays et ses collectivités d'équipements tels que routes, ponts, barrages, aéroports, lignes de chemin de fer, organisation générale des services de transport ;
  - Environnement : protection du patrimoine naturel, développement durable, promotion des énergies renouvelables, programmes de réduction d'émissions de gaz à effets de serre, application des engagements internationaux pris par le Japon dans ce domaine ;
  - Défense : organisation, gestion administrative et déploiement des Forces japonaises d'autodéfense ;
- Le Secrétaire général du Cabinet (内閣官房長官, Naikaku kanbō chōkan?), qui dirige le Secrétariat du Cabinet (内閣官房, Naikaku kanbō?) ainsi que le Bureau du Cabinet ((内閣府, Naikaku-fu?), gère les affaires administratives quotidiennes du Cabinet et sert avant tout à faire le lien entre les différentes administrations du Cabinet et celle du Premier ministre tout en étant le porte-parole du gouvernement ;
- Des directeurs d'administrations non ministérielles. Celles-ci (les Agences de l'Environnement, de la Science et des Technologies, de la Défense) ont toutes disparu aujourd'hui, transformées en ministères de plein exercice (Environnement en 2001 et Défense en 2006) ou en étant englobé dans un département plus vaste (les Sciences et Technologies associées à l'Éducation et à la Culture) ;
- Le président de la Commission nationale de sécurité publique, conseil de cinq membres nommés par le Premier ministre du Japon avec l'assentiment de la Diète du Japon, organe indépendant du gouvernement qui coopère toutefois avec ce dernier par le biais de son président qui est membre du Cabinet. Elle est chargée de s'assurer de l'indépendance du système policier vis-à-vis du monde politique, et de l'emploi par les forces de l'ordre de méthodes respectant les droits de l'homme et les libertés individuelles. Elle gère l'Agence nationale de la police qui assure la coordination des forces de police qui dépendent de la compétence directe des préfectures ;
- Et enfin des membres du cabinet chargés d'un ou plusieurs dossiers particuliers, relevant ou non de la compétence de l'un des ministères précédemment cités (généralement le ministre chargé du département concerné hérite également de ces dossiers : le ministre de la Santé de la réforme des retraites, celui des Affaires intérieures de la réforme de la poste ou de la décentralisation, celui des Finances de la politique fiscale, mais ce n'est pas toujours le cas), dans un but purement exécutoire (la mise en place d'une réforme, par exemple) ou gestionnaire (de la fiscalité ou de questions très ponctuelles liées à un contexte particulier et/ou relevant de la compétence de plusieurs administrations ministérielles, comme des litiges territoriaux, l'avenir des bases américaines d'Okinawa ou le problème des enlèvements de Japonais par la Corée du Nord durant les années 1980). Il s'agit actuellement de la Décentralisation (officiellement appelée « Souveraineté locale et Revitalisation régionale », confiée au ministre des Affaires intérieures), des problèmes territoriaux à Okinawa et aux îles Kouriles (appelées « Territoires du Nord » par le gouvernement japonais qui les revendique sur la Russie, ce dossier est aujourd'hui entre les mains du ministre du Territoire), la Politique océanique (aussi confiée au ministre du Territoire), de la question des enlèvements (gérée par le ministre de la Justice), de la protection des consommateurs associée à la notion de sécurité alimentaire (donnée à l'actuelle présidente de la Commission nationale de sécurité publique), de la promotion de l'égalité des sexe (aussi auprès de la présidente de la Commission nationale de sécurité publique), de la refonte des services financiers et de la réforme postale, de la politique économique et fiscale, de celle scientifique et technologique, de la politique spatiale, de la revitalisation du gouvernement (chargé d'étudier au cas par cas les projets gouvernementaux afin d'éliminer les gaspillages), et d'un grand portefeuille de planification de la « Stratégie nationale » (et donc chargé de la définition de la politique de relance de l'économie japonaise touchée par la crise) confiée d'abord au vice-Premier ministre Naoto Kan puis à Yoshito Sengoku, à Satoshi Arai, à Koichirō Genba et finalement à Motohisa Furukawa.

## Pouvoirs
Ils sont tout d'abord exécutifs, puisque le Cabinet doit :
- Appliquer fidèlement la loi et gérer les affaires de l'État ;
- Conclure les traités [avec l'approbation de la Diète] ;
- Diriger la politique étrangère [...] ;
- Diriger l'administration [...] ;
- Préparer le budget et le soumettre à la Diète ;
- Prendre des décrets afin d'exécuter les dispositions de la présente Constitution et de la loi[...][4].

Mais ils sont aussi d'ordre législatifs, les membres du Cabinet ayant également l'initiative des lois qui doivent de plus être signées par le ministre d'État concerné et contresignées par le Premier ministre.
De plus, il dispose d'un pouvoir judiciaire, puisque, comme la plupart des autres organes exécutifs démocratiques, le cabinet peut « statuer en matière d'amnistie générale, d'amnistie spéciale, de commutation de peine, de grâce et de réhabilitation ». Il nomme les juges de la Cour suprême, le président de celle-ci étant nommé par le Premier ministre seul.
Enfin, indirectement, par le biais du « conseil et de l'approbation » qu'il exerce sur certaines des prérogatives de l'empereur, il contrôle de nombreux pouvoirs constitutionnellement donnés au monarque, à savoir la convocation de la Diète, la dissolution de la Chambre des représentants, la proclamation des élections générales à la Diète et l'accord d'honneurs et de décorations.
Toutefois, le Premier ministre, qui « exerce contrôle et droit de regard sur les diverses branches de l'administration », exerce souvent seul, au nom du Cabinet, la plupart de ces prérogatives, les ministres d'État n'ayant qu'une assez faible indépendance vis-à-vis de lui.

## Relations avec la Diète
« Le Cabinet, dans l'exercice de son pouvoir exécutif, est solidairement responsable devant la Diète ». Celle-ci peut donc renverser le gouvernement en adoptant une motion de censure ou en rejetant un vote de confiance. En cas de désaccord entre les deux chambres, seul le vote de la Chambre des représentants compte.
Toutes les lois préparées par le Cabinet, de même que les traités qu'il a conclus ou encore le budget qu'il a préparé, doivent être votés par la Diète.
Constitutionnellement, le Premier ministre et une majorité des ministres d'État doivent être des élus de la Diète. En pratique, c'est le cas de la quasi-totalité d'entre eux, avec une sur-représentation des élus de la Chambre des représentants. Les ministres membres du Parlement au moment de leur nomination conservent leur siège à la Diète tout au long de leur passage au Cabinet. Dans le gouvernement de Shinzō Abe nommé le 1er novembre 2017, la totalité de ses 19 membres sont des parlementaires, et parmi eux seulement quatre sont membres de la Chambre des conseillers, les 15 autres étant représentants.
De plus, selon l'article 63 de la Constitution, les membres du Cabinet peuvent « à tout moment », et cela « qu'ils soient ou non membres de la chambre », venir s'exprimer devant l'une des deux Chambres de la Diète, pour défendre un projet ou une proposition de loi, pour répondre aux questions posées par les parlementaires ou pour s'expliquer sur un dossier particulier.

## Le Cabinet actuel
Le 103e Cabinet de l'histoire du Japon est formé le 11 novembre 2024 par Shigeru Ishiba, élu Premier ministre par la Diète le 1er octobre 2024. Yoshimasa Hayashi en est le secrétaire général.